# Rumænsk Wikipedia
Rumænsk Wikipedia (rumænsk: Wikipedia în limba română,  dansk: den rumænsksprogede Wikipedia) er den rumænsksprogede  version af det verdensomspændende encyklopædi-projekt Wikipedia. Den rumænsksprogede wikipedia blev lanceret juli 2003. Den første artikel blev oprettet den 17. maj 2001. Brugerfladen var oprindeligt på engelsk. Den 12. december 2004 indeholdt den rumænsksprogede Wikipedia 10.000 artikler. I november 2016 er den rumænsksprogede wikipedia den 25. største udgave af Wikipedia.
Pr. fredag den 28. marts 2025 har den rumænsksprogede Wikipedia 511.738 artikler, 2.922 aktive bidragydere og 16 administratorer.

## Historie
I april 2004 støttede den rumænske Wikipedia lanceringen af en aromunsksproget Wikipedia, aromunsk Wikipedia, der nu har 1.389 artikler
Den rumænske Wikipedia stødte tidligt på problemer om oprettelsen af en separat moldovisk Wikipedia (se moldovisk sprog. En moldoviske sprogversion af Wikipedia blev lanceret sammen med et større antal andre Wikipediaer, fordi sproget var blevet tildelt en separat ISO 639 kode (mo/mol-som i november 2008 blev frarådet af ISO-myndigheder). Da moldovisk Wikipedia blev oprettet i juni 2004, fungerede portalen som omdirigering til den rumænske Wikipedia, men tillod senere indhold på kyrillisk moldovisk/rumænsk, der anvendtes i den Moldoviske SSR indtil 1989 og stadig anvendes i Transnistrien. Eksistensen af den moldoviske sprogversion medførte omfattende redigeringskrige og omfattende diskussioner. Fra december 2006 blev den moldoviske sprogversion af Wikipedia blokeret og redigering umuliggjort. Spørgsmålet bliver stadig rejst fra tid til anden, selv om et flertal af brugere på Wikipedia vedtog portalens lukning.

## Milepæle
- 250 artikler - oktober 2003
- 5000 artikler - 7. april 2004
- 10.000 artikler - 12. december 2004
- 50.000 artikler - 5. januar 2007
- 100.000 artikler - 11. januar 2008
- 125.000 artikler - 21. maj 2009
- 150.000 artikler - 13. september 2010
- 200.000 artikler - 5. august 2012
- 250.000 artikler - 25. juli 2014
- 300.000 artikler - 13. april 2015
- 350.000 artikler - 2. september 2015